# Пермянка (приток Данилихи)
Пермянка — малая река в Перми, правый приток Данилихи. Протекает под эспланадой в районе улицы Ленина и Петропавловской улицы. В настоящее время полностью заключена в канализационный коллектор.

## История
Истоки реки (вероятнее всего, их было несколько) находились в середине старой Перми. Один из истоков — бывшее заболоченное озеро на месте Чёрного рынка. В середине XIX века на территории рынка проводились осушительные работы. На плане Перми 1908 года изображена без подписи водоотводная канава, проходящая через кварталы 65—69 и примыкающая в квартале 65 к руслу Пермянки. Впервые она была показана (с подписью «канава») на плане Перми 1897 года.
В XIX и в начале XX века река протекала по территории, застроенной частными деревянными или полукирпичными домами. Фасады домов выходили на улицы, а огороды — к реке. Местами эта территория была заболочена, особенно в весенний период. Учитывая, что система городской канализации была запущена только в 1917 году, это оказывало отрицательное воздействие на санитарно-гигиеническое состояние города, которое в районе Пермянки дошло до того, что жители задёшево продавали свои дома и переселялись в другие места.
В 1920-х годах часть реки была заключена в коллектор (один из этапов этих событий запечатлён на фотографии 1927 года). В середине XX века в районе долины реки Пермянки начался снос старых домов, в 1960-е годы здесь планировалось строительство многоэтажных жилых домов. В ходе геологических изысканий для составления ландшафтной характеристики местности было установлено, что долина реки нецелесообразна для застройки из-за слабой несущей способности грунтов, — в результате Пермянка была заключена в коллектор.
Русло реки в нижнем течении оставалось открытым до 1960-х годов.
В 1970—1980-х годах в долине реки была организована эспланада и построен Пермский академический театр, судьба строительства которого из-за расположения в месте бывшего русла реки имела свои сложности. В частности, высокий уровень грунтовых вод потребовал при проектировании увеличения высоты здания, чтобы подсобные помещения и сценический трюм находились выше уровня земли.
В настоящее время в реку сбрасываются ливневые воды.